# Bezirk Engure
Der Bezirk Engure (Engures novads) war ein Bezirk im Westen Lettlands an der Bucht von Riga in der historischen Landschaft Semgallen, der von 2009 bis 2021 existierte. Bei der Verwaltungsreform 2021 wurde der Bezirk aufgelöst, seine Gemeinden gehören seitdem zum Bezirk Tukums.

## Geographie
Der Bezirk lag an der Bucht von Riga zwischen dem Engure-See im Norden und dem Kaņieris-See im Südosten. Dieser südöstliche Teil gehört zum Nationalpark Ķemeri. Die Bahnstrecke Torņakalns–Tukums verläuft ebenfalls durch diesen Teil des Gebietes. Im Bezirk befand sich auch einer der höchsten Berg Kurlands, der Hüningsberg (lettisch Milzukalns).

## Bevölkerung
Der Bezirk bestand aus den drei Gemeinden (pagasts) Engure, Lapmežciems und dem Verwaltungszentrum Smārde. 8045 Einwohner lebten im Jahre 2010 im Bezirk Engure, 2020 waren es noch 7124.

## Nachweise
1. ↑  Vides aizsardzības un reģionālās attīstības ministrija (Ministerium für Naturschutz und Regionalentwicklung), Karten und Auflistung der Verwaltungseinheiten, abgerufen am 17. Juli 2021
2. ↑  Centrālā statistikas pārvalde (Statistisches Amt der Republik Lettland): Demogrāfija 2020. Riga 2020, ISBN 978-9984-06-551-9, S. 14 (Stand: 1. Januar 2020).